# Вадуц
Ваду̀ц (на немски: Vaduz, немско произношение Фаду̀ц [faˈdʊt͡s] или [faˈduːt͡s]) е столицата на Лихтенщайн. Население 5070 жители към 31 декември 2006 г. Разстоянието от София до Вадуц по маршрут е около 1567 km.

## История
През 1342 г. възниква самостоятелното графство Вадуц.

## Фотогалерия
- Центърът на града
- Една от улиците на града
- Центърът
- Панорама
- Замъкът Вадуц